# Brandy Mina
Brandy Mina (* 24. Juli 1994) ist eine ehemalige französische Tennisspielerin.

## Karriere
Mina begann mit fünf Jahren das Tennisspielen und bevorzugte Sandplätze. Sie bestritt hauptsächlich Turniere der ITF Women’s World Tennis Tour, wo sie sieben Doppeltitel gewinnen konnte.

## Turniersiege

### Doppel
| Nr. | Datum            | Turnier      | Kategorie   | Belag             | Partnerin             | Finalgegnerinnen                         | Ergebnis         |
| --- | ---------------- | ------------ | ----------- | ----------------- | --------------------- | ---------------------------------------- | ---------------- |
| 1.  | 27. Januar 2007  | Grenoble     | ITF $10.000 | Hartplatz (Halle) | Nathalie Piquion      | Karolina Kosińska Stephanie Rizzi        | 1:6, 7:5, 6:4    |
| 2.  | Januar 2010      | Saint-Martin | ITF $10.000 | Hartplatz         | Nathalie Piquion      | Anne-Valerie Evain Bianca Nocella        | 4:6, 6:1, [10:5] |
| 3.  | 14. Januar 2012  | St. Martin   | ITF $10.000 | Hartplatz         | Shérazad Reix         | Marion Gaud Amandine Hesse               | 6:4, 6:4         |
| 4.  | 2. November 2013 | Quintana Roo | ITF $10.000 | Hartplatz         | Khristina Blajkevitch | Carolina Betancourt Camila Fuentes       | 7:62, 6:2        |
| 5.  | 18. Januar 2014  | St. Martin   | ITF $10.000 | Hartplatz         | Khristina Blajkevitch | Chloé Paquet Léa Tholey                  | 7:5, 6:2         |
| 6.  | 31. Mai 2014     | Sousse       | ITF $10.000 | Hartplatz         | Lou Brouleau          | Alexandra Nancarrow Olga Parres Azcoitia | 6:2, 2:6, [10:6] |
| 7.  | 24. Oktober 2014 | Pereira      | ITF $10.000 | Sand              | Victoria Bosio        | Ana Madcur Nathalia Rossi                | 7:63, 6:4        |